# Торкачёвский сельсовет
Торкачёвский сельсовет — упразднённая административная единица на территории Дятловского района Гродненской области Республики Беларусь.

## Состав
Торкачёвский сельсовет включал 19 населённых пунктов:
- Березовка — деревня.
- Боцковичи — деревня.
- Бричицы — деревня.
- Бубны — деревня.
- Дераки — деревня.
- Дубатовка — деревня.
- Клишевичи — деревня.
- Лижейки — деревня.
- Морозовичи — деревня.
- Новоселки — деревня.
- Охоново — деревня.
- Повсаты — деревня.
- Паникарты — деревня.
- Рыбаки — деревня.
- Синевичи — деревня.
- Торкачи — деревня.
- Хрольчицы — деревня.
- Юзефины — деревня.
- Яцуки — деревня.